# 隋超
隋超（1月20日—），中国歌手，属索玛传媒旗下。

## 年表
- 2001年至2009年： 山东人民广播电台主持人
- 2010年 7月：签约索玛传媒，发行个人单曲《小傻瓜》
- 2010年11月：参加中央电视台《我要上春晚》与《欢乐中国行》节目录制。
- 2010年11月：创作公益歌曲《爱的力量》。
- 2010年12月：参加中央人民广播电台等多台节目录制电影《索玛花开》男主角，饰演阿德索玛。
- 2012年2月14日，推出新单曲《日记》。

## 抄襲事件
12月9日，整首抄袭日本男子偶像团体嵐的歌曲Happiness (嵐)，并在未获得该歌曲版权的情况下将歌曲改名为《圣诞爱》，以下是该歌曲介绍，「出道不久的隋超对音乐一直有着不懈的执着与努力，直到近期完成了自己的首支创作单曲《圣诞·爱》。明快的曲风，朗朗上口的歌词，使之成为一首浪漫欢快的小情歌。除此之外，隋超也在钻研属于自己的音乐曲风，为自己打开音乐的天空，以自己独特的声线诠释这首浪漫的爱情单曲」。。

## 專輯列表
- 《小傻瓜》
- 《圣诞·爱》
- 《爱的力量》
- 《梦的第一章》

## 資料來源
1. ↑  .   [2012-06-06]. （原始内容存档于2019-03-01）.

- 央广名嘴评隋超 才气堪比王力宏[永久]
- 隋超首發大碟 前輩李春波為其站台打氣 （页面存档备份，存于）